# Dalsland
Dalsland – prowincja historyczna (landskap) w Szwecji, położona w północno-zachodniej części Götalandu na zachód od jeziora Wener.